# Mohamed Fadl
Pour les articles homonymes, voir Fadl.
Mohamed Fadl, né le 12 août 1980, au Caire, est un footballeur international égyptien.

## Carrière
- 2000-déc. 2003 : Al Ahly SC ( Égypte)
- jan. 2004-2004 : Ittihad Alexandrie ( Égypte)
- 2004-2005 : Kazma SC ( Koweït)
- 2005-2006 : Al-Masry Club ( Égypte)
- 2006-2009 : Ismaily SC ( Égypte)
- 2009-jan. 2012 : Al Ahly SC ( Égypte)
- jan. 2012-2013 : Smouha SC ( Égypte)

## Palmarès
- Coupe d'Afrique des nations : Coupe d'Afrique des nations 2008
- Championnat d'Egypte : 2010 et 2011
- Coupe d'Egypte : 2003
- 8 sélections (2 buts)